# ريان سويني (لاعب كرة قاعدة)
ريان سويني (بالإنجليزية: Ryan Sweeney) هو لاعب كرة قاعدة أمريكي، ولد في 20 فبراير 1985 في سيدار رابيدز في الولايات المتحدة.

## وصلات خارجية
- ريان سويني على موقع دوري كرة القاعدة الرئيسي (الإنجليزية)
- ريان سويني على موقعبيزبول رفرنس.كوم (الدوري الرئيسي) (الإنجليزية)
- ريان سويني على موقعبيزبول رفرنس.كوم (الدوري الثانوي) (الإنجليزية)
- ريان سويني على موقع إي إس بي إن.كوم (أم.أل.بي) (الإنجليزية)
- ريان سويني على موقع مشجعي الرسوم البيانية (الإنجليزية)